# 아유타야 유나이티드 FC
아유타야 유나이티드 FC(สโมสรฟุตบอล อยุธยา ยูไนเต็ด)는 태국 아유타야 주 세나군에 연고를 둔 태국의 프로 축구단이다. 현재 태국의 리그인 타이 리그 1에 소속되어 있다. 홈구장은 아유타야 주 경기장을 이용한다.
2016년 이전에 클럽 이름은 "Sena Municipality Football Club"이었다. 이후 Khǒr 로얄 컵에서 리그 2로 승격된 후 클럽의 이름을 현재의 '아유타야 유나이티드'로 변경했다.

## 선수 명단

### 현역
참고: FIFA 자격 규정에 따라 소속된 국가대표팀 국기를 표시합니다. 선수는 복수의 FIFA 비회원국 국적을 가지고 있을 수 있습니다.
| 번호 | 포지션 | 국적 | 이름   |
| ---- | ------ | ---- | ------ |
| 2    | DF     |      | 황현수 |

| 번호 | 포지션 | 국적   | 이름           |
| ---- | ------ | ------ | -------------- |
| -    | MF     | 필리핀 | 딜런 디 브루커 |